# Lespesia anonyma
Lespesia anonyma là một loài ruồi trong họ Tachinidae.